# Divadla malých forem (album)
Divadla malých forem s podtitulem Přehlídka divadelních scén a písní z let 1959–64 je album vydané na třech LP deskách v roce 1965. Album vydalo Státní hudební nakladatelství pro Gramofonový klub Supraphonu. Obsahuje záznamy písniček a scének z různých menších divadel z několika měst celé republiky. Booklet je vybaven větším množstvím fotografií. Album připravil a průvodní text napsal Milan Schulz, obálku navrhl Ivan Böhm. Trojalbum vyšlo pod katalogovým číslem DV 15249-51. Deska tvoří vzácný dokument ze světa malých divadelních scén, byť dobová kritika vytýkala kompletu především preferování divadla Semafor, jemuž editor Schulz (někdejší dramaturg Semaforu) věnoval celé první album.

## Seznam stop

### 1. LP

#### Divadlo Semafor,Praha
- Člověk z půdy
  - Dítě školou povinné (Jiří Šlitr / Jiří Suchý) – zpívá Jiří Suchý a vokální kvarteto, hraje Ferdinand Havlík se svým orchestrem
  - Scéna z 2. části (Jiří Suchý) – Miroslav Horníček (Antonín Sommer, spisovatel) a Jiří Suchý (Malý lord Fauntleroy)
- Zuzana je sama doma
  - Píseň o rose (Jiří Šlitr / Jiří Suchý) – zpívá Jiří Suchý, hraje Ferdinand Havlík se svým orchestrem
- Taková ztráta krve
  - Píseň o koni (Jiří Šlitr / William Shakespeare, Jan Vladislav) – zpívá Jiří Suchý a Waldemar Matuška, hraje Ferdinand Havlík se svým orchestrem
- Šest žen
  - Monolog (Jiří Suchý) – Miroslav Horníček (muž s knihou)
  - Kapka žárlivosti (Jiří Šlitr / Jiří Suchý) – zpívá Hana Hegerová, hraje Ferdinand Havlík se svým orchestrem
  - Monolog (Jiří Suchý) – Miroslav Horníček (muž s knihou)
  - Růžová pentle (Jiří Šlitr / Jiří Suchý) – zpívá Eva Pilarová, hraje Ferdinand Havlík se svým orchestrem
- Zuzana je zase sama doma
  - Malé kotě (Jiří Šlitr / Jiří Suchý) – zpívá Eva Pilarová, hraje Ferdinand Havlík se svým orchestrem
- Jonáš a tingl-tangl
  - C
  - Labutí píseň (Jiří Šlitr / Jiří Suchý) – zpívá Jiří Suchý a Vlasta Kahovcová, hraje Ferdinand Havlík se svým orchestrem
  - Blues o světle (Jiří Šlitr / Jiří Suchý) – zpívá Jiří Suchý, hraje Ferdinand Havlík se svým orchestrem

### 2. LP

#### Divadlo Na zábradlí, Praha
- Kdyby tisíc klarinetů
  - Pověrčivý uzenář (Jiří Suchý) – zpívá Jiří Suchý, hraje Jaromír Vomáčka se skupinou Divadla Na zábradlí
- Faust, Markéta, služka a já
  - Píseň o myši a jedu (Jaromír Vomáčka / Johann Wolfgang Goethe, Jiří Suchý) – zpívá Ljuba Hermanová (Historie), hraje Jaromír Vomáčka se skupinou Divadla Na zábradlí
- Autostop
  - Motomorfóza – Přednáška doc. Járy Macka (Ivan Vyskočil) – Ivan Vyskočil (docent Macek)
- Devět klobouků na Prahu
  - Praha je Praha (Vladimír Vodička / Pavel Kopta) – zpívá Ljuba Hermanová, hraje Orchestr Divadla Na zábradlí
- Zahradní slavnost
  - Scéna ze 4. dějství (Václav Havel) – Václav Sloup (Hugo Pludek), Helena Lehká (Božena Pludková), Oldřich Velen (Oldřich Pludek), Hana Smrčková (hlas v telefonu)
- Nejlepší rocky paní Hermanové
  - Odvržené tělo (Jaroslav Jakoubek) – zpívá Ljuba Hermanová, hraje Orchestr Divadla Na zábradlí

#### Divadlo Rokoko, Praha
- Vykradeno
  - Je neděle (Julian Sztatler / Darek Vostřel) – zpívá Darek Vostřel, hraje Ferdinand Havlík se svým orchestrem
  - Eduard Martinec vypovídá – monolog (Ivan Vyskočil) – Jiří Lír (Eduard Martinec, jinak Bimbo)
- I. Rokokokoktejl
  - Mister Paganini (Sam Coslow / Ivo Rožek) – zpívá Eva Pilarová, hraje Jazzový orchestr Čs. rozhlasu, řídí Kamil Hála
  - Pan poslanec nemá čas (Vladimír Rohlena) – Darek Vostřel (vypravěč), Vlastimil Bedrna (Habrda)
- Bapopo
  - Bajaja (Jiří Šlitr / Jiří Suchý) – zpívá Darek Vostřel, hraje Ferdinand Havlík se svým orchestrem
- II. Rokokokoktejl
  - Dialog o koktejlu (Darek Vostřel) – Darek Vostřel a Jiří Šašek
  - Divoký koně (Karel Mareš / Jan Schneider) – zpívá Waldemar Matuška, hraje Miroslav Kefurt (kytara), Taneční orchestr Čs. rozhlasu řídí Josef Votruba

### 3. LP

#### Divadlo Paravan, Praha
- Dvě aktovky a diplomatka
  - Teta Klára (Alexej Fried / Jiří Robert Pick) – zpívá Věra Nerušilová a kvarteto Inkognito, hraje Sláva Kunst se svým orchestrem
  - Monoléčky – Autorské okénko (Jiří Robert Pick) – čte Jiří Robert Pick
- Kunst-appeal
  - Zkrocení zlé ženy (Sláva Kunst / Jiří Robert Pick) – zpívá Ladislav Županič, hraje Sláva Kunst se svým orchestrem

#### Divadlo v Alfě,Plzeň
- Je půl vosmý (Bohumil Ondráček / Jan Schneider) – zpívá Marta Kubišová, hraje Sextet Divadla v Alfě

#### Divadélko poézie,Bratislava
- Hodinky
  - Tragikomický rozhovor – výstup 3 (Rudolf Skukálek) – Jozef Hajdučík (Káčer), Hilda Michalíková (Ňufko, žena), Zora Kolínská (Bobík, její přítelkyně)

#### Tatra revue, Bratislava
- Sen noci šansónovej
  - Jeseň (Pavol Zelenay / Boris Droppa) – zpívá Zuzka Lonská, Taneční orchestr Tatra revue řídí Juraj Berczeller

#### Kabaret Štafle,Ostrava(Satirická skupinaDivadla Petra Bezruče)
- Čert na štaflích
  - Píseň šatnáře charakterů (Petr Mandel / Rostislav Volf) – zpívá Luboš Hrůza, hraje Skupina Vladimíra Hajchla

#### Satirické divadlo Večerní Brno
- Hamlet IV. aneb Cirkus Elsinor
  - Být či nebýt (Vladimír Fux) – Lubomír Černík (1. hrobník), Jiří Jurka (2. hrobník), Dobroslav Riegl (Hamlet)
  - Počmáraná zeď (Ladislav Štancl / Vladimír Fux) – zpívá Miroslav Výlet, hraje Orchestr Večerního Brna
- Drak je drak čili Kterak žužličtí k rozumu přišli
  - Rybářská (Ladislav Štancl / Vladimír Fux) – zpívá Karel Augusta a Dobroslav Riegl, hraje Orchestr Večerního Brna, řídí Ladislav Štancl
  - 14. obraz (Vězení) (Miroslav Skála, Vladimír Fux, Vlastimil Pantůček) – Karel Augusta (Šmidra), Dobroslav Riegl (Honza)
- Akce H
  - Hloubkový vrt (Ladislav Štancl / Vladimír Fux a Lubomír Černík) – zpívají Ladislav Frej a Karel Augusta, Orchestr Večerního Brna řídí Ladislav Štancl
- Král – Vávra
  - Dejte mi koníčka (Ladislav Štancl / Milan Uhde) – zpívá Ljuba Hermanová, Orchestr Večerního Brna řídí Ladislav Štancl
- Mít zelené tělo
  - Havranovinový blues (Ladislav Štancl / Milan Uhde) – zpívá Ljuba Hermanová, Orchestr Večerního Brna řídí Ladislav Štancl